# Claudius Crönert
Claudius Crönert (* 1961 in Hamburg) ist ein deutscher Journalist und Autor.

## Leben und Werk
Crönert wuchs in seiner Heimatstadt Hamburg auf. An der FU Berlin studierte er Philosophie und Kunstgeschichte.
Er wirkt sowohl als Journalist (politischer Korrespondent, Autor von Rundfunk-Reportagen, Artikeln für Periodika und Beiträgen zum Thema Film), als auch als Literat. Hier verfasste er u. a. Drehbücher, historische Romane und Krimis. Unter dem Pseudonym Carl Rath veröffentlicht er ebenfalls Kriminalromane.
Im Rahmen seiner Aktivitäten für den Sender Phoenix trat Crönert dezidiert gegen rechtspopulistische Positionen von Gottfried Curio (AfD) auf.

## Auszeichnungen
Für seinen Roman Freyas Land (2015) wurde er 2016 mit einem Preis für historische Literatur, dem Goldenen Homer, ausgezeichnet.

## Bücher (Auswahl)
- Letzter Tanz auf Sankt Pauli. Meßkirch : Gmeiner-Verlag, Juli 2021
- Spieler/Gegenspieler: Ein deutsch-deutsche Nachkriegsgeschichte. München: Audible Original, Hörbuch, September 2019
- Der stumme Junge. München : Piper Verlag, März 2017
- Die Kettenhunde. München : Piper Fahrenheit, 2017
- Freyas Land. Meßkirch : Gmeiner-Verlag, 2015, Orig.-Ausg., 1. Aufl.
- Siegeszeichen. Meßkirch : Gmeiner-Verlag, 2015, Aufl. 2015
- Rachemelodie. Meßkirch : Gmeiner-Verlag, 2014, 1. Aufl.
- Das Kreuz der Hugenotten. Meßkirch : Gmeiner-Verlag, 2011, 1. Aufl.
- Die Herren der Schwerter. Berlin : Ullstein Verlag, 2011, Orig.-Ausg., 1. Aufl.